# Karl von Holtei
Karl Eduard von Holtei, född 24 januari 1798 i Breslau, död där 12 februari 1880, var en tysk författare.
Efter en vagabonderande ungdom ägnade sig Holtei åt teatern som skådespelare och dramaturg. Under 1820-talet slog han igenom med en rad lustspel och vådeviller, utgivna tillsammans under titeln Theater 1845. Vädjande till den rådande lågborgerliga smaken blev hans pjäser ytterst populära och spelades flitigt även i Sverige. Han skrev även dikter och romaner. Bland de förra märks dialektdikterna Schlesische Gedichte (1830) och Deutsche Lieder (1834) samt de patriotiska Königslieder (1870). Bland hans romaner kan nämnas Christian Lammfell (5 band, 1852) och Die Eselsfresser (1860). Flertalet av hans Erzählende Schriften (40 band, 1861–66) var lättsammare alster. Mer betydande har däremot ansetts memoarerna Vierzig Jahre (8 band, 1843–50 med supplement Noch ein Jahr in Schlesien, 2 band 1864) och Fürstbischof und Vagabond (1882).